# Zafra de Záncara
Zafra de Záncara – gmina w Hiszpanii, w prowincji Cuenca, w Kastylii-La Mancha, o powierzchni 78,72 km². W 2011 roku gmina liczyła 147 mieszkańców.